# Frank Borman
Frank Frederick Borman II. (bolj znan kot Frank Borman), ameriški častnik, vojaški pilot, preizkusni pilot, poslovnež in astronavt, * 14. marec 1928, Gary, Indiana, ZDA, † 7. november 2023, Billings, Montana, ZDA.
Borman je najbolj znan kot eden izmed treh članov posadke Apolla 8, prve odprave, ki je poletela okrog Lune. Skupaj, bil je tudi član odprave Gemini 7, je v vesolju preživel 19 dni 21 ur in 35 minut.